# Yulius Aloysius Husin
Yulius Aloysius Husin MSF (* 15. August 1937 in Asa; † 13. Oktober 1994 in Palangka Raya) war ein indonesischer Priester und Bischof von Palangkaraya.

## Leben
Aloysius Maryadi Sutrisnaatmaka trat der Ordensgemeinschaft der Missionare von der Heiligen Familie bei und empfing am 25. Juli 1964 die Priesterweihe. Papst Johannes Paul II. ernannte ihn am 5. April 1993 zum Bischof von Palangkaraya.
Der Bischof von Banjarmasin, Fransiskus Xaverius Rocharjanta Prajasuta MSF, weihte ihn am 17. Oktober desselben Jahres zum Bischof; Mitkonsekratoren waren Hieronymus Herculanus Bumbun OFMCap, Erzbischof von Pontianak, und Wilhelmus Joannes Demarteau MSF, Altbischof von Banjarmasin. 